# Discografia de Flux Pavilion
Esta é a discografia do músico britânico Flux Pavilion.

## Álbuns de estúdio
- Tesla (18 de setembro de 2015)

1. "Tesla Theme" – 1:10
2. "Vibrate" – 3:53
3. "We Are Creators" (com Soulsonic Force) – 3:42
4. "Never See the Light" (com participação especial de Andrea Martin) – 3:52
5. "International Anthem" (com participação especial de Doctor) – 3:56
6. "Shoot Me" (com Big Voyage e participação especial de Jakk City) – 3:16
7. "What You Gonna Do About It" – 3:53
8. "Pogo People" – 4:13
9. "Emotional" (com Matthew Koma) – 3:55
10. "Feels Good" (com participação especial de Tom Cane) –3:48
11. "Who Wants to Rock" (com participação especial de Riff Raff) – 3:39
12. "I Got Something" – 4:01
13. "Ironheart" (com participação especial de BullySongs) – 3:22

## Extended plays
| Título                                      | Detalhes do lançamento              |
| ------------------------------------------- | ----------------------------------- |
| Boom (com Datsik e Excision)                | - Lançado em 15 de janeiro de 2009  |
| Nuke 'Em (com Datsik, Tom Encore e Redline) | - Lançado em 21 de abril de 2009    |
| Lines in Wax                                | - Lançado em 11 de outubro de 2010  |
| Blow the Roof                               | - Lançado em 28 de janeiro de 2013  |
| Freeway                                     | - Lançado em 11 de novembro de 2013 |
| Party Drink Smoke (com Doctor P)            | - Lançado em 29 de abril de 2016    |

## Compilações
- Circus One (apresentado por Doctor P & Flux Pavilion)
- Grand Central

## Singles
| Título                                                                | Ano  | Posição de pico | Posição de pico | Posição de pico | Posição de pico | Posição de pico | Posição de pico | Álbum                   |
| Título                                                                | Ano  | UK              | UK Dance        | AUS             | CAN             | US              | US Dance        | Álbum                   |
| --------------------------------------------------------------------- | ---- | --------------- | --------------- | --------------- | --------------- | --------------- | --------------- | ----------------------- |
| "I Can't Stop"                                                        | 2010 | 115             | 12              | —               | 68              | 105             | 12              | Lines in Wax            |
| "Bass Cannon"                                                         | 2011 | 56              | 9               | —               | —               | —               | —               | Circus One              |
| "Frozen" [como Joshua Steele] (com The Freestylers)                   | 2011 | —               | —               | —               | —               | —               | —               | The Coming Storm        |
| "Jump Back" (com SKisM e participação especial de Foreign Beggars)    | 2011 | —               | —               | —               | —               | —               | —               | —                       |
| "Superbad" (com Doctor P)                                             | 2011 | 61              | 7               | —               | —               | —               | —               | —                       |
| "Daydreamer" (com participação especial de Example)                   | 2012 | 39              | 9               | —               | —               | —               | —               | —                       |
| "Jah No Partial" (com Major Lazer)                                    | 2012 | —               | —               | —               | —               | —               | 30              | Free the Universe       |
| "Do or Die" (com Childish Gambino)                                    | 2013 | —               | —               | 48              | —               | —               | 29              | Blow the Roof           |
| "Gold Teeth" (com dan le sac Vs Scroobius Pip)                        | 2013 | —               | —               | —               | —               | —               | —               | Repent Replenish Repeat |
| "Steve French" (com participação especial de Steve Aoki)              | 2013 | —               | —               | —               | —               | —               | —               | Freeway                 |
| "International Anthem" (com participação especial de Doctor)          | 2015 | —               | —               | —               | —               | —               | —               | Tesla                   |
| "Who Wants to Rock" (com participação especial de Riff Raff)          | 2015 | —               | —               | —               | —               | —               | —               | Tesla                   |
| "Feels Good" (com participação especial de Tom Cane)                  | 2015 | —               | —               | —               | —               | —               | —               | Tesla                   |
| "Emotional" (com Matthew Koma)                                        | 2015 | —               | —               | —               | —               | —               | —               | Tesla                   |
| "Feel Your Love" (com NGHTMRE e participação especial de Jamie Lewis) | 2016 | —               | —               | —               | —               | —               | —               | —                       |
| "Cannonball" (com Snails)                                             | 2016 | —               | —               | —               | —               | —               | —               | —                       |
| "Savage" (com Whethan e Max Schneider)                                | 2016 | —               | —               | —               | —               | —               | 29              | —                       |
| "Call To Arms" (com Meaux Green)                                      | 2018 | —               | —               | —               | —               | —               | —               | —                       |
| "Symphony" (com participação especial de Layna)                       | 2018 | —               | —               | —               | —               | —               | —               | Earwax                  |
| "Party Starter" (com Eliminate)                                       | 2018 | —               | —               | —               | —               | —               | —               | —                       |
| "Saviour" (com participação especial de Craymak e Tasha Baxter)       | 2019 | —               | —               | —               | —               | —               | —               | —                       |
| "Lion's Cage" (com participação especial de Nevve)                    | 2019 | —               | —               | —               | —               | —               | —               | —                       |
| "Room to Fall" (com Marshmello e participação especial de Elohim)     | 2019 | —               | —               | —               | —               | —               | —               | Joytime III             |
| "—" denota singles que não entraram no gráfico ou não foram lançados. |      |                 |                 |                 |                 |                 |                 |                         |

## Outros lançamentos
| Single                                                                 | Ano  |
| ---------------------------------------------------------------------- | ---- |
| "Cheap Crisps" / "How Dare You"                                        | 2008 |
| "Family Fortunes (com Trolley Snatcha)" / "Steppa"                     | 2009 |
| "Air Raid" (com participação especial de Doctor P)                     | 2009 |
| "F*cking Noise" / "Digital Controller"                                 | 2009 |
| "R00R"                                                                 | 2009 |
| "Voscillate" / "Night Goes On"                                         | 2010 |
| "How Rude" / "Show Off"                                                | 2010 |
| "Voscillate" (Roksonix Remix)                                          | 2010 |
| "Meathead"                                                             | 2010 |
| "Got 2 Know" / "Normalize"                                             | 2010 |
| "Stinkfinger" (com Doctor P)                                           | 2010 |
| "Excuse Me"                                                            | 2010 |
| "Jump Back VIP" (com SKisM e participação especial de Foreign Beggars) | 2013 |
| "Come Find Me" (com Cookie Monsta)                                     | 2013 |
| "Standing on a Hill"                                                   | 2013 |
| "Feel Your Love" (com Nghtmre e participação especial de Jamie Lewis)  | 2016 |
| "Cannonball" (com Snails)                                              | 2016 |

## Remixes
| Música                                                                    | Artista                                                                                 | Ano  |
| ------------------------------------------------------------------------- | --------------------------------------------------------------------------------------- | ---- |
| "Streets of Rage"                                                         | Picto                                                                                   | 2009 |
| "Sweet Shop"                                                              | Doctor P                                                                                | 2010 |
| "Blue Skies"                                                              | Jamiroquai                                                                              | 2010 |
| "All The Eastern Girls"                                                   | Chapel Club                                                                             | 2010 |
| "Mishaps Happening"                                                       | Quantic                                                                                 | 2010 |
| "Gold Dust"                                                               | DJ Fresh com participação especial de Ce'Cile                                           | 2010 |
| "Cracks"                                                                  | The Freestylers com participação especial de Belle Humble                               | 2010 |
| "Louder" (com Doctor P)                                                   | DJ Fresh com participação especial de Sian Evans                                        | 2011 |
| "Internet Connection"                                                     | M.I.A.                                                                                  | 2011 |
| "Don't Do That"                                                           | Culprate                                                                                | 2011 |
| "Midnight Run"                                                            | Example                                                                                 | 2011 |
| "Must Be the Feeling" (com Nero)                                          | Nero                                                                                    | 2012 |
| "Syndicate Theme"                                                         | SyndicateGame                                                                           | 2012 |
| "Without You" (com Doctor P)                                              | Dillon Francis com participação especial de Totally Enormous Extinct Dinosaurs          | 2013 |
| "Bad Boy (Back Again)"                                                    | Danny Byrd                                                                              | 2013 |
| "Recess"                                                                  | Skrillex e Kill the Noise com participação especial de Fatman Scoop e Michael Angelakos | 2014 |
| "Rebels Theme" (Flux Pavilion’s The Ghost Remix/From "Star Wars: Rebels") | Kevin Kiner                                                                             | 2014 |
| "Bada Bing" (com Doctor P)                                                | Robots Can't Dance                                                                      | 2015 |
| "We Come One"                                                             | Faithless                                                                               | 2016 |

## Créditos de produção
| Single        | Ano  | Artista      | Álbum           |
| ------------- | ---- | ------------ | --------------- |
| "Level Up"    | 2012 | Sway         | The Deliverance |
| "Kisses Back" | 2016 | Matthew Koma | ASA             |